# Gomphrena
Genre
Le Gomphrena est un genre de plante sauvage de la famille des Amaranthaceae.
Ce genre contient 139 espèces, originaires d'Amérique (du sud des États-Unis au sud de l'Argentine), d'Afrique de l'Ouest et Centrale, d'Australie, du Japon et de Taïwan.
Parfois utilisée comme ornementale, cette plante se distingue par ses fleurs, dont les pétales drus et secs rappellent la texture du papier.
Elle est réduite en poudre a des fins phytopharmaceutiques, avec des effets supposément antistress.

## Toxicité
Wikipédia ne donne pas d'avis médical : seul un professionnel (médecin, pharmacien, etc.) est habilité à le faire.
Deux espèces de ce genre sont considérées comme toxiques avec certitude.

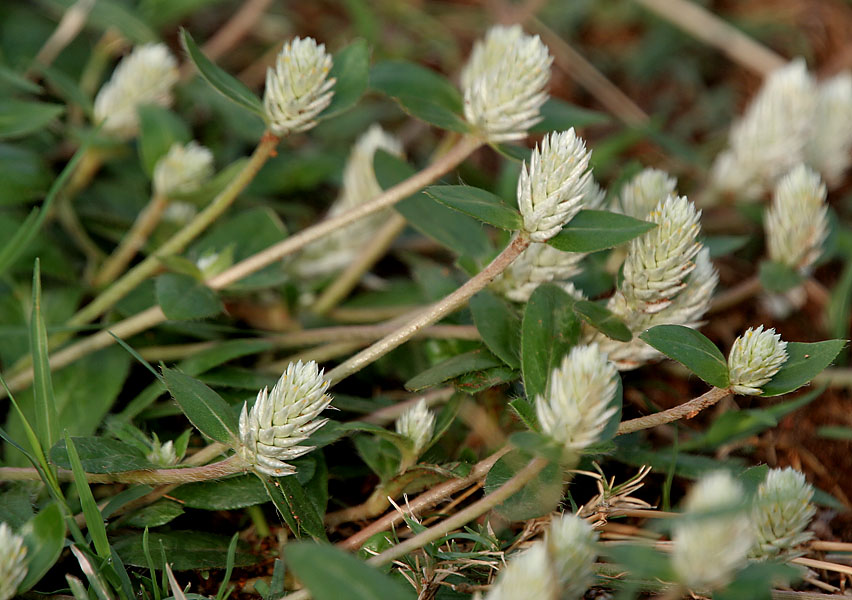
Gomphrena serrata

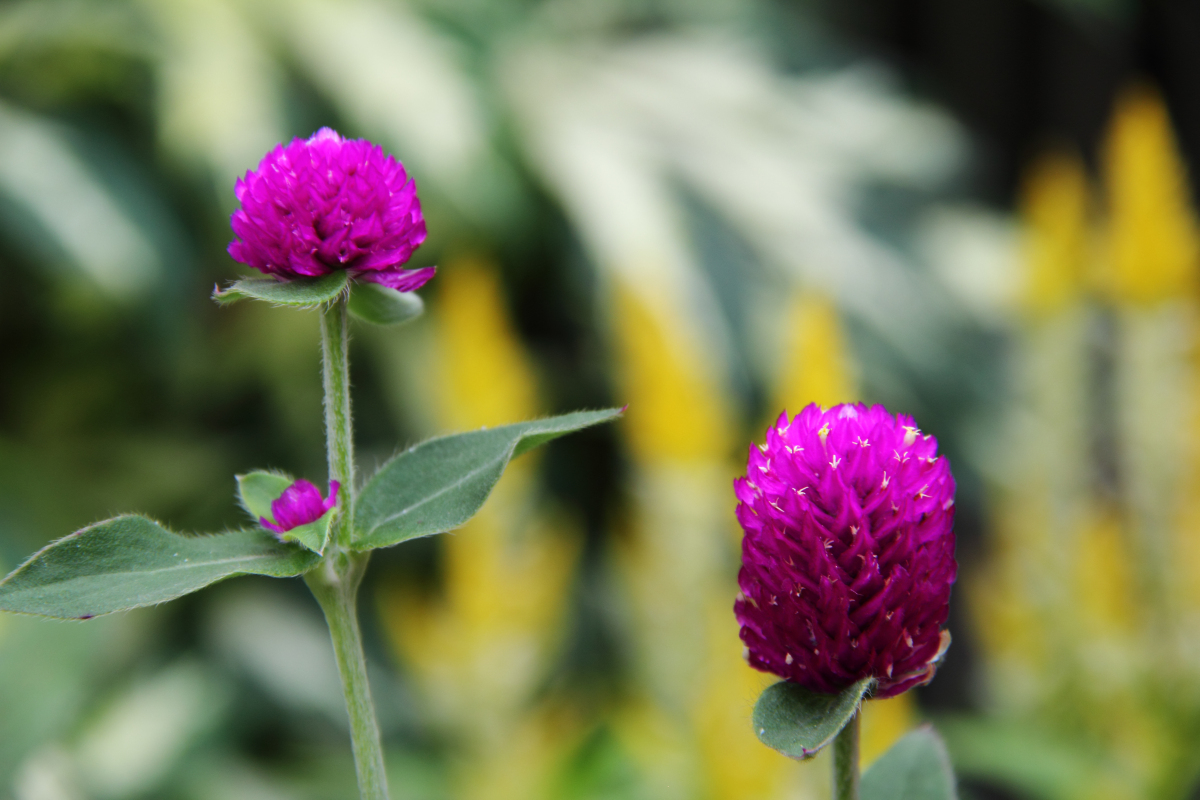
Gomphrena globosa

## Liste d'espèces
Selon ITIS :
- Gomphrena caespitosa Torr.
- Gomphrena celosioides Mart.
- Gomphrena globosa L.
- Gomphrena haageana Klotzsch
- Gomphrena martiana Gill. ex Moq.
- Gomphrena nealleyi Coult. & Fisher
- Gomphrena nitida Rothrock
- Gomphrena serrata L.
- Gomphrena sonorae Torr.
- Gomphrena viridis Wooton & Standl.

Selon GBIF (6 février 2024) :
- Gomphrena affinis F.Muell. ex Benth.
- Gomphrena agrestis Mart.
- Gomphrena agrostis
- Gomphrena angustiflora Mart.
- Gomphrena aphylla Pohl ex Moq.
- Gomphrena arborescens L.fil.
- Gomphrena argentea Sessé & Moc.
- Gomphrena arida J.Palmer
- Gomphrena atrorubra J.Palmer
- Gomphrena aurea Lopr., 1900
- Gomphrena axillaris Millsp.
- Gomphrena axillaris R.W.Davis & J.Palmer
- Gomphrena basilanata Suess.
- Gomphrena bicolor Mart.
- Gomphrena boliviana Moq.
- Gomphrena brachystylis F.Muell.
- Gomphrena brittonii (Standl.) T.Ortuño & Borsch
- Gomphrena caespitosa Torr.
- Gomphrena callosa Sweet, 1839
- Gomphrena canescens R.Br.
- Gomphrena cardenasii Standl. ex E.Holzh.
- Gomphrena celosioides Mart.
- Gomphrena centrota E.Holzh.
- Gomphrena chrestoides C.C.Towns.
- Gomphrena ciliata Raf.
- Gomphrena cladotrichoides Suess.
- Gomphrena claussenii Moq.
- Gomphrena colosacana Hunz. & Subils
- Gomphrena conferta Benth.
- Gomphrena conica (R.Br.) Spreng.
- Gomphrena connata J.Palmer
- Gomphrena correntina Parodi
- Gomphrena cucullata J.Palmer
- Gomphrena cunninghamii (Moq.) Druce
- Gomphrena debilis Mart.
- Gomphrena decipiens Seub.
- Gomphrena demissa Mart.
- Gomphrena depauperata Glaz., 1911
- Gomphrena desertorum Mart.
- Gomphrena diffusa (R.Br.) Spreng.
- Gomphrena discolor R.E.Fr.
- Gomphrena duriuscula Moq.
- Gomphrena eichleri J.Palmer
- Gomphrena elegans Mart.
- Gomphrena elongata Willd., 1819
- Gomphrena equisetiformis R.E.Fr.
- Gomphrena eriophylla Mart.
- Gomphrena ferruginea Pedersen
- Gomphrena filaginoides M.Martens & Galeotti
- Gomphrena flaccida R.Br.
- Gomphrena flaccida Spreng. ex Moq., 1849
- Gomphrena floribunda J.Palmer
- Gomphrena fruticosa L. ex B.D.Jacks.
- Gomphrena fuscipellita T.Ortuño & Borsch
- Gomphrena gardneri Moq.
- Gomphrena glabra Larrañaga
- Gomphrena glaziovii Stuchlik
- Gomphrena globosa L.
- Gomphrena graminea Moq.
- Gomphrena guaranitica Chodat
- Gomphrena haageana Klotzsch
- Gomphrena haenkeana Mart.
- Gomphrena hatschbachiana Pedersen
- Gomphrena hermogenesii J.C.Siqueira
- Gomphrena hillii Suess.
- Gomphrena humifusa J.Palmer
- Gomphrena humilis R.Br.
- Gomphrena incana Mart.
- Gomphrena involucrata Ewart
- Gomphrena kanisii J.Palmer
- Gomphrena lacinulata J.Palmer
- Gomphrena lanata Larrañaga
- Gomphrena lanata R.Br.
- Gomphrena lanceolata Raf.
- Gomphrena lanigera Pohl ex Moq.
- Gomphrena lantana Poir.
- Gomphrena lanuparonychioides T.Ortuño & Borsch
- Gomphrena leontopodioides Domin
- Gomphrena leptoclada Benth.
- Gomphrena leptophylla (Benth.) J.Palmer
- Gomphrena leucocephala Mart.
- Gomphrena longistyla R.W.Davis, J.Palmer & T.Hammer
- Gomphrena macrocephala A.St.-Hil.
- Gomphrena macrorhiza Mart.
- Gomphrena magentitepala J.Palmer
- Gomphrena mandonii R.E.Fr.
- Gomphrena marginata Seub.
- Gomphrena martiana Gillies ex Moq.
- Gomphrena martiana Gillies ex Mq.
- Gomphrena matogrossensis Suess.
- Gomphrena mendocina (Phil.) R.E.Fr.
- Gomphrena meyeniana Walp.
- Gomphrena microcephala Moq.
- Gomphrena mizqueensis T.Ortuño & Borsch
- Gomphrena mollis Mart.
- Gomphrena moquinii Seub.
- Gomphrena muscoides (Sw.) T.Ortuño & Borsch
- Gomphrena nealleyi J.M.Coult. & Fisch.
- Gomphrena nigricans Mart.
- Gomphrena nitida Rothr.
- Gomphrena obovata L.
- Gomphrena occulta J.Palmer
- Gomphrena oroyana Standl.
- Gomphrena pallida (Suess.) Pedersen
- Gomphrena paraguayensis Chodat
- Gomphrena paranensis R.E.Fr.
- Gomphrena parviceps Standl.
- Gomphrena parviflora Benth.
- Gomphrena perennis L.
- Gomphrena phaeotricha Pedersen
- Gomphrena pilosa (M.Martens & Galeotti) Moq.
- Gomphrena platycephala R.E.Fr.
- Gomphrena pohlii Moq.
- Gomphrena portulacoides (A.St.-Hil.) T.Ortuño & Borsch
- Gomphrena potosiana Suess. & Benl
- Gomphrena pringlei J.M.Coult. & Fisch.
- Gomphrena procumbens Jacq.
- Gomphrena prostrata Mart.
- Gomphrena pulchella Mart.
- Gomphrena pulvinata Suess.
- Gomphrena pumila Gillies ex Moq.
- Gomphrena pungens Seub.
- Gomphrena pusilla Benth.
- Gomphrena radiata Pedersen
- Gomphrena radicata (Hook.fil.) T.Ortuño & Borsch
- Gomphrena regeliana Seub.
- Gomphrena regnelliana
- Gomphrena riedeliana Seub.
- Gomphrena riedelii Seub.
- Gomphrena rigida (B.L.Rob. & Greenm.) T.Ortuño & Borsch
- Gomphrena riparia Pedersen
- Gomphrena rosiflora Rojas Acosta
- Gomphrena rosula J.Palmer
- Gomphrena rubra Larrañaga
- Gomphrena rudis Moq.
- Gomphrena rupestris Nees
- Gomphrena scandens (R.E.Fr.) J.C.Siqueira
- Gomphrena scapigera Mart.
- Gomphrena schinzii Stuchlik
- Gomphrena schlechtendaliana Mart.
- Gomphrena schutesia Moq.
- Gomphrena sellowiana Mart.
- Gomphrena sericea Hoffmanns. ex Willd., 1819
- Gomphrena serrata L.
- Gomphrena serrata Pav. ex Moq., 1849
- Gomphrena serturnerioides Suess.
- Gomphrena serturneroides Suess.
- Gomphrena sonorae Torr.
- Gomphrena sordida Farmar
- Gomphrena spissa Pedersen
- Gomphrena splendida R.L.Barrett & J.Palmer
- Gomphrena stellata T.Ortuño & Borsch
- Gomphrena strigosa Isert ex Schult.
- Gomphrena subscaposa (Hook.fil.) T.Ortuño & Borsch
- Gomphrena tenella (Moq.) Benth.
- Gomphrena tomentosa (Griseb.) R.E.Fr.
- Gomphrena triceps Pedersen
- Gomphrena trollii Suess.
- Gomphrena umbellata J.Rémy
- Gomphrena uruguayensis Suess.
- Gomphrena vaga Mart.
- Gomphrena verecunda R.W.Davis
- Gomphrena vermicularis L.
- Gomphrena virgata Mart.
- Gomphrena vitellina Pedersen
- Gomphrena wallichii Hort.Monsp. ex Moq., 1849
- Gomphrena wrightii (Hook.fil.) T.Ortuño & Borsch
- Lithophila japonica J.F.Gmel., 1792
- Philoxerus maracaybiensis Klotzsch ex Benth. & Hook.f.
- Philoxerus obconicus R.Br.
- Xeraea celosiodes Kuntze, 1891
- Xeraea filaginodes Kuntze, 1891

## Systématique et taxonomie
Le nom correct complet (avec auteur) de ce taxon est Gomphrena L..
Gomphrena a pour synonymes :
- Amaranthoides Mill.
- Bragantia Vand.
- Caraxeron Vaill. ex Raf.
- Chlamyphorus Klatt
- Chnoanthus Phil.
- Coluppa Adans.
- Lithophila Sw.
- Litophila Sw.
- Ninanga Raf.
- Philoxerus R.Br.
- Pseudogomphrena R.E.Fr.
- Schultesia Schrad.
- Sedinha Mure
- Wadapus Raf.
- Xeraea L. ex Kuntze